# Capendu
Capendu település Franciaországban, Aude megyében. Lakosainak száma 1461 fő (2022. január 1.). Capendu Barbaira, Blomac, Comigne, Douzens, Marseillette és Val-de-Dagne községekkel határos.

## Népesség
A település népességének változása:
| Lakosok száma | 1413 | 1198 | 1291 | 1502 | 1567 | 1497 | 1468 | 1473 | 1473 | 1461 |
|               | 1968 | 1982 | 1990 | 2006 | 2013 | 2015 | 2017 | 2019 | 2020 | 2022 |